# Caenurgina
Caenurgina is een geslacht van vlinders van de familie spinneruilen (Erebidae), uit de onderfamilie Catocalinae.

## Soorten
- C. annexa (H. Edwards, 1890)
- C. caerulea Grote, 1873
- C. crassiuscula Haworth, 1809
- C. distincta Neumoegen, 1883
- C. erechtea Cramer, 1782